# Ренни, Джино
Луиджи Мелиени Молло (итал. Luigi Melieni Mollo, 7 июня 1943 ― 1 августа 2021) более известный как Джино Ренни — итало-аргентинский актер, комик и певец.

## Биография
Родился в Корильяно-Калабро, Италия, его карьера началась в 1960 году. Он был известен по роли Джино Фодероне в сериалах «Взрывной отряд» и «Самые сумасшедшие купальщики в мире». Прославился своей ролью садовника Рамона в сериале «Дикий ангел».
В 2013 году Ренни баллотировался на место в Палате депутатов Италии как член Демократической партии, но проиграл выборы.
Ренни был госпитализирован с COVID-19 в июне 2021 года, вскоре после вакцинации в Буэнос-Айресе. Он умер два месяца спустя, 1 августа 2021 года, от осложнений, вызванных инфекцией, в возрасте 78 лет. 